# Kickstart
Als Kickstart werden die meist im ROM befindlichen, wesentlichen Teile des Betriebssystems AmigaOS bezeichnet. Kickstart enthält unter anderem die exec.library (den Kernel), die dos.library (das DOS), die graphics.library und die intuition.library (die Systembibliotheken für das Amiga-GUI).

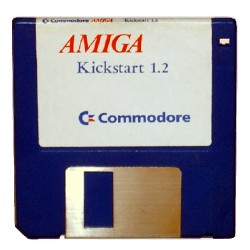
Eine Kickstartdiskette

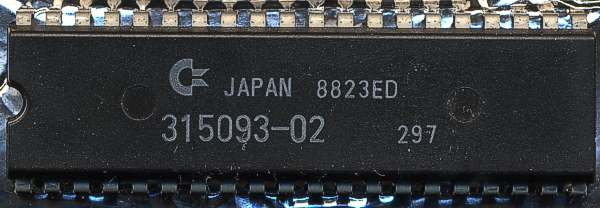
Ein Kickstart-1.3-ROM aus einem Amiga 2000

Die Versionen 1.0 und 1.1 aus dem Jahr 1985 wurden nur mit dem Amiga 1000 ausgeliefert, ursprünglich in Form einer Bootstrap-Diskette, die in einen speziellen RAM-Bereich (WOM) geladen wurde, der nach dem Laden gegen Überschreiben geschützt und somit bis zum nächsten Kaltstart nur noch gelesen werden konnte. Version 1.2 aus dem Jahr 1986 hielt mit dem Amiga 500 und dem Amiga 2000, den Nachfolgemodellen des Amiga 1000, Einzug. Bei diesen Modellen wurde Kickstart nicht mehr aufwendig von einer Diskette geladen, sondern durch ein fest eingebautes ROM ersetzt. Dadurch verkürzte sich die Bootzeit enorm. Nachteil war jedoch, dass man für eine Aktualisierung auf eine neue Kickstartversion den Rechner öffnen und den Baustein austauschen musste. Bis zu diesem Zeitpunkt passte Kickstart in ein ROM mit 256 KiB Größe.
Spätere Kickstart-Versionen wurden unter anderem um Gerätetreiber für ATA-, SCSI- und PCMCIA-Hardware ergänzt. Ab der Version 2.0, die mit  dem Amiga 3000 und ab Version 2.04 auch mit dem Amiga 500+ ausgeliefert wurde, war daher ein größeres ROM nötig, welches jetzt eine Kapazität von 512 KiB aufwies.
Ab Version 2.0 wurde auch der Disk-Validator, der vorher dynamisch von Diskette geladen wurde, in das ROM integriert. Dieser wird aktiv, falls eine Diskette eingelegt wird, bei der Schreibvorgänge nicht abgeschlossen worden sind.
Bei einem standardmäßig ausgestatteten Amiga findet man Kickstart im Bereich der Speicheradressen 0xFC0000 bzw. 0xF80000 bis 0xFFFFFF. Dieser Bereich ist aber nicht fest im Betriebssystem kodiert, was sich sogenannte Softkicker zunutze machen, die Amigas mit einer anderen Kickstart-Version starten können, wobei diese an eine andere Adresse geladen wird und ihre Sprungadressen für diesen Zweck modifiziert werden.
Auch im AmigaOS 4, das im Jahr 2006 veröffentlicht wurde, gibt es noch die ursprüngliche Architektur, nur befinden sich die Kickstart-Module jetzt auf dem Boot-Datenträger, von dem sie durch den Bootloader aktiviert werden.

## Versionen
Die jeweilige Version des Kickstarts wird im System jedoch nicht mit der bekannten Versionsnummer angezeigt. Gibt man auf der Shell das Kommando Version ein, gibt das System zum Beispiel Kickstart 40.63, Workbench 40.42 zurück. Das bedeutet, dass auf dieser Maschine OS 3.1 läuft.
| Versionsnummer | Kickstart | Bemerkung                                                                                |
| -------------- | --------- | ---------------------------------------------------------------------------------------- |
| 23             | –         | nur für Vorseriengerät „Velvet“                                                          |
| 24             | 0.4       | nur auf Diskette für Amiga 1000                                                          |
| 26             | 0.6       | nur auf Diskette für Amiga 1000                                                          |
| 27             | 0.7       | nur auf Diskette für Amiga 1000                                                          |
| 28             | 0.8       | nur auf Diskette für Amiga 1000 (für erste Workbench)                                    |
| 29             | 0.9       | nur auf Diskette für Amiga 1000                                                          |
| 30             | 1.0       | nur auf Diskette für Amiga 1000                                                          |
| 31             | 1.1       | nur auf Diskette für Amiga 1000 (NTSC-Version)                                           |
| 32             | 1.1       | nur auf Diskette für Amiga 1000 (PAL-Version)                                            |
| 33             | 1.2       | für Amiga 1000 nur auf Diskette und im Amiga 500 und 2000 als ROM                        |
| 34             | 1.3       | für Amiga 1000 nur auf Diskette und im Amiga 500 und 2000 als ROM                        |
| 35             | 1.3       | Spezialversion für A2024-Monitor                                                         |
| 36             | 2.0       | für den ECS-Chipsatz des Amiga 500 Plus, Amiga 3000                                      |
| 37             | 2.04      |                                                                                          |
| 37             | 2.05      | für den ECS-Chipsatz mit Festplatten- und PCMCIA-Unterstützung im Amiga 600 als ROM      |
| 38             | 2.1       | nicht erschienen                                                                         |
| 39             | 3.0       | für den AGA-Chipsatz des Amiga 1200 und Amiga 4000                                       |
| 40             | 3.1       | für den AGA-Chipsatz des Amiga 4000T und das CD³²                                        |
| 41             | 3.x       | reserviert für die japanische Version von WB 3.1 (lokalisiert mit Multi-Byte-Zeichen)    |
| 42             | 3.2       | reserviert für Alpha-Versionen von WB 3.2                                                |
| 43             | 3.x       | verschiedene Patches für Kickstart 3.1                                                   |
| 44             | 3.5       | für alle Amigas, Patches auf Basis von Kickstart 3.1; 44.4 Boingball 1, 44.5 Boingball 2 |
| 45             | 3.9       | für alle Amigas, Patches auf Basis von Kickstart 3.1; 45.2 Boingball 1, 45.3 Boingball 2 |
| 46             | 3.1.4     | für alle Amigas, Erweiterung/Neuentwicklung basierend auf 3.1                            |
| 47             | 3.2.2.1   | für alle Amigas, Erweiterung/Neuentwicklung basierend auf 3.1.4                          |
| 50             | 4.x       | AmigaOS 4 Beta bzw. MorphOS 1                                                            |
| 51             | 4.x       | AmigaOS 4 Beta (nicht veröffentlicht) bzw. MorphOS 2+                                    |
| 52             | 4.0       | AmigaOS 4.0                                                                              |
| 53             | 4.1       | AmigaOS 4.1                                                                              |

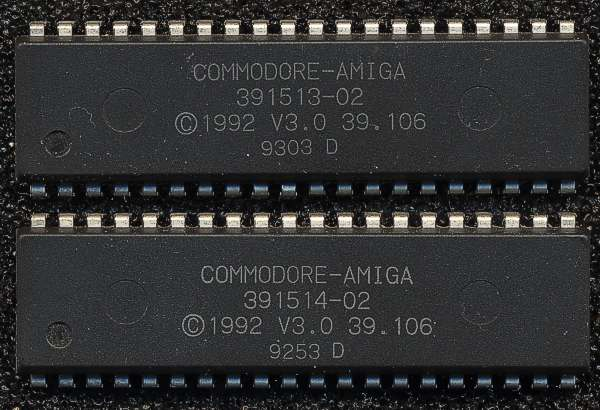
Ein Kickstart 3.0, bestehend aus zwei ROM-Bausteinen aus einem Amiga 4000

AmigaOS im Verhältnis zu anderen Systemen

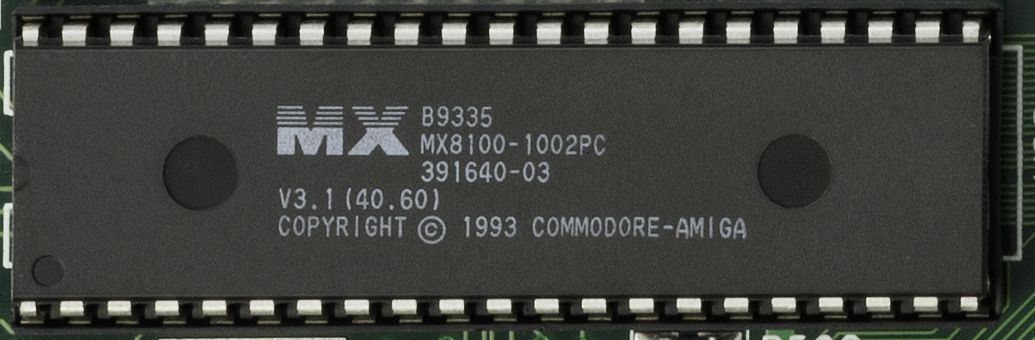
Ein Kickstart 3.1 aus einem Amiga CD³²

Die Versionen 1.2 bis 3.2 sind in der Regel abwärtskompatibel zu den Vorgängern.
Alle Amiga-Modelle bis auf den Amiga 1000 können Kickstart-ROMs aufnehmen. Außerdem existieren Möglichkeiten, Kickstart per Software zu laden (rekick, softkick). Kickstart muss Treiber für die Hardware der Zielmaschine enthalten, ansonsten können einige Erweiterungen nicht genutzt werden (z. B. IDE-Controller, PCMCIA-Anschluss, SCSI-Anschluss).

## Boot Screen

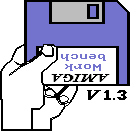
Der Großteil des Boot Screens umfasste nur 412 Byte.

Schritt-für-Schritt-Dekodierung der 412-Byte-Sequenz zum Aufbau des frühen Boot Screens.

Das symbolträchtige Bild, das bis einschließlich Version 1.3 zum Einlegen der Workbench-Floppy aufforderte, zeigt eine linke Hand und eine blaue Floppy-Disk. Der Schriftzug „Amiga Workbench“ steht auf dem Kopf. Bei den Versionen 1.2 und 1.3 ist die Version unterhalb der Diskette angezeigt, davor fehlte diese Versionsinformation auf dem Boot Screen.
Dass die grafische Qualität dieses so wichtigen Bildes des Amigas weit unter seinen technischen Möglichkeiten lag, wird mit dem stark beschränken Speichervolumen im A1000-Boot-ROM erklärt. Die Grafik liegt auch nicht als Bitmap, sondern in 412 Byte als Vektorgrafik in einem Array, das hauptsächlich in zwei Befehle (Linienzug und Einfärbung) umgesetzt wird.